# Kōhaku Uta Gassen
Kōhaku Uta Gassen (jap. 紅白歌合戦) powszechnie nazywany Kōhaku – coroczna impreza muzyczna organizowana 31 grudnia przez publiczną stację NHK w Japonii. 

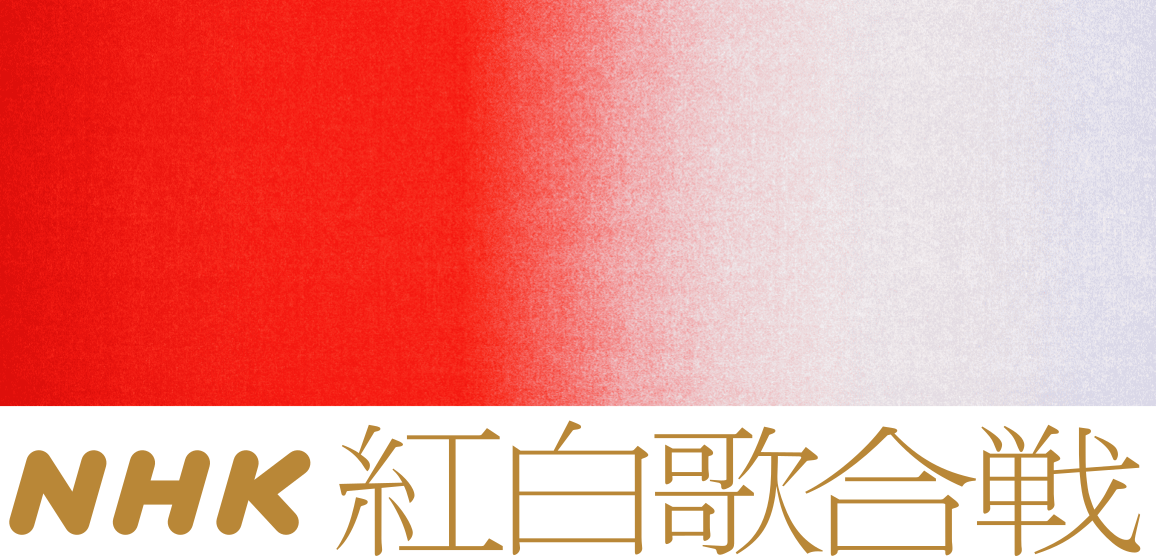
Logo programu z 2021 r.

Program jest transmitowany przez radio i telewizję sieci NHK (także za granicę, jeśli nadawcy sieci kablowych wykupią program). Program kończy się krótko przed północą, kiedy NHK życzy Szczęśliwego Nowego Roku. W programie biorą udział najbardziej popularni i najlepsi wokaliści minionego roku. Do konkursu kwalifikuje nie tylko najlepszy wokal, ale również taniec, kostiumy. Konkurs polega na „bitwie białych i czerwonych”. „Biali” to shirogumi (jap. 白組) – zespół składający się z mężczyzn, lub grup muzycznych z męskim wokalem, natomiast „Czerwoni” to akagumi (jap. 赤組, 紅組) – zespół składający się z kobiet, lub grup z kobiecym wokalem. Dla każdego wokalisty Kōhaku jest punktem kulminacyjnym w karierze.

## Selekcja utworów
Wykonawcy i utwory są badane przez komitet selekcyjny przedstawicieli NHK. Podczas selekcji brany jest pod uwagę rekord sprzedaży oraz zdolności wokalistów do edycji tematu. Prowadzone są badania konsumenckie na najbardziej popularnych piosenkarzy i gatunki muzyki. Oprócz wokalistów biorących udział w konkursie, biorą udział także goście.

## Głosowanie
Pierwsza transmisja programu odbyła się w 1951 w radiu, a w 1953 w TV. Każdy wykonawca mógł wystąpić kilka razy. Od 1989 widzowie oglądali program w telewizji i słuchali w radiu. Każdy z zespołów ma po 25 wystąpień w ciągu czterech godzin. Na koniec programu członkowie jury i publiczność wybierają zwycięski zespół. 
W 54. i 55. edycji programu (2003 i 2004) widzowie, którzy oglądali program w ISDB-S na NHK BS Hi też mogli głosować w swoich domach. Głosy liczono z hali publiczności oraz od widzów w domach. W 56. wydaniu widzowie głosowali w swoich domach za pomocą telefonów komórkowych. Podczas 57. i 58. edycji programu brano pod uwagę telefony widzów, głosy sędziów w hali NHK oraz użytkowników 1seg.

## Artyści
Lista artystów, którzy brali udział w konkursie minimum 5 razy.
J-pop i J-rock:

- AAA (7)
- Ai Ōtsuka (6)
- aiko (12)
- AKB48 (10)
- Akina Nakamori (7)
- Angela Aki (6)
- Arashi (9)
- Aya Matsuura (5)
- Ayaka (8)
- Ayaka Hirahara (8)
- Ayumi Hamasaki (15)
- BoA (6)
- Chemistry (5)
- Da Pump (5)
- Dreams Come True (15)
- E-girls (5)
- Every Little Thing (8)
- EXILE (11)
- Four Leaves (7)
- Gackt (5)
- Gospellers (6)
- Hikaru Genji (6)
- Hiromi Gō (30)
- Hiromi Iwasaki (14)
- Ikimonogakari (9)
- Junko Sakurada (9)
- Kana Nishino (8)
- Ken Hirai (8)
- Kobukuro (7)
- Kome Kome Club (5)
- Kumi Kōda (8)
- Kyōko Koizumi (5)
- L’Arc-en-Ciel (5)
- Linda Yamamoto (5)
- Masaharu Fukuyama (10)
- Mayumi Itsuwa (5)
- MAX (5)
- Miho Nakayama (7)
- Mika Nakashima (9)
- Momoe Yamaguchi (6)
- Morning Musume (10)
- Namie Amuro (9)
- Nana Mizuki (6)
- Naoko Kawai (河合奈保子) (6)
- Naomi Sagara (佐良直美) (13)
- Perfume (10)
- Porno Graffitti (11)
- Saori Minami (8)
- Sandaime J Soul Brothers (6)
- Seiko Matsuda (21)
- Sexy Zone (5)
- SMAP (23)
- Tokio (24)
- Tomomi Kahala (5)
- T.M.Revolution (5)
- W-inds. (6)
- X Japan (8)
- Yō Hitoto (5)
- Yōko Oginome (5)
- Yuzu (8)